# جفرسون باهیا
جفرسون باهیا (انگلیسی: Jeferson Bahia؛ زادهٔ ۲۸ مهٔ ۱۹۹۲) بازیکن فوتبال اهل برزیل است که در پست مدافع بازی می‌کند.